# Paul Strauss (chef d'orchestre)
Pour les articles homonymes, voir Paul Strauss (homonymie) et Strauss.
Paul Strauss est un chef d'orchestre américain né le 29 juin 1922 à Chicago et mort le 19 juin 2007 à Bruxelles.

## Biographie
Paul Strauss naît le 29 juin 1922 à Chicago.
Il commence l'apprentissage de la musique par le violon, avant de travailler le piano et l'alto. Il étudie ensuite l'écriture, la composition et la direction d'orchestre à la Northwestern University puis devient assistant au sein de l'université américaine de 1939 à 1941. En direction d'orchestre, il est l'élève de Frederick Stock.
De 1946 à 1948, il est chef assistant de Dimitri Mitropoulos à l'Orchestre symphonique de Minneapolis, puis est nommé en 1953 directeur musical de l'American Ballet Theatre. Il vient en Europe et dirige deux ans durant à la radio de Zurich, de 1954 à 1956, et mène une carrière de chef invité, dirigeant notamment la première italienne de Katerina Ismaïlova de Chostakovitch à Florence.
Entre 1967 et 1977, il est directeur musical de l'Orchestre philharmonique de Liège, où il fait découvrir au public liégeois des compositeurs comme Anton Bruckner et Gustav Mahler, avant de reprendre ses activités de chef invité.
Il meurt le 19 juin 2007 à Bruxelles,.